# Amapola
Amapola è una canzone del 1920 del compositore spagnolo americano José María Lacalle García (in seguito Joseph Lacalle), che scrisse anche i testi originali in spagnolo. Testi spagnoli alternativi furono scritti dal paroliere argentino Luis Roldán nel 1924. I testi francesi furono scritti da Louis Sauvat e Robert Champfleury. Dopo la morte di Lacalle nel 1937, i testi in lingua inglese furono scritti da Albert Gamse. Negli anni '30 la canzone divenne uno standard del repertorio della rumba, e in seguito passò alle classifiche della pop music.

## Incisioni
Amapola fu registrata per la prima volta in forma strumentale dal gruppo cubano Orquesta Francesa de A. Moreno per la Columbia nel febbraio del 1923. Il tenore spagnolo Miguel Fleta fece la prima registrazione vocale nel 1925. Nel 1935, i Lecuona Cuban Boys pubblicarono la loro interpretazione della canzone come singolo, registrato nel 1935 a Parigi. La cantante giapponese Noriko Awaya pubblicò la sua versione della canzone nel 1937.
Successivamente l'Orchestra di Jimmy Dorsey, con i cantanti Helen O'Connell e Bob Eberly, registrò una versione divenuta popolare, che fu pubblicata dalla Decca Records con numero di catalogo 3629 e che arrivò nelle classifiche di Billboard il 14 marzo 1941, rimanendoci per 14 settimane e diventandone anche la canzone numero 1. Questa versione fu ricordata dai soldati americani nella seconda guerra mondiale e cantata con ironia mentre combattevano in Francia e vedevano i papaveri di Flanders Fields. Un'altra versione in lingua inglese per il mercato americano fu registrata da Spike Jones e dai suoi City Slickers nel caratteristico stile comico della sua band.
Dal suo debutto Amapola è stata una delle incisioni preferite di tenori come Tito Schipa (1926), Nino Martini (1941), Jan Peerce (1950), Alfredo Kraus (1959) e Luigi Alva (1963). Tatsuro Yamashita reinterpretò Amapola nel suo album a cappella del 1986 On The Street Corner 2. Nel 1990 Amapola è stata cantata da Placido Domingo durante il primo concerto dei Tre Tenori a Roma.
Bing Crosby ha registrato la canzone tre volte: prima nel suo album El Señor Bing (1960), poi su Bing Crosby's Treasury - The Songs I Love (1965) e infine nel suo album del 1975 Bingo Viejo.
La canzone fu registrata dal gruppo rock strumentale The Spotnicks, inclusa nel loro album di debutto del 1962 The Spotnicks in London.
L'interpretazione di Ryūichi Kawamura appare nel suo album del 2011 The Voice. Natalie Cole ha inserito Amapola nel suo album del 2013 Natalie Cole en Español.
Nel 2016, Bradley Walsh ha registrato la canzone per il suo album di debutto, Chasing Dreams.
Il brano (eseguito da Antonella Ruggiero in concerto all'Auditorium Parco della Musica di Roma il 13 dicembre 2006) è contenuto nell'album "Quando facevo la cantante" - CD 4 "Canzoni dal mondo". Da ricordare anche la interpretazione offerta da Enzo Jannacci nell'album L'importante.
Esiste una registrazione del 2006 di un video musicale di Andrea Bocelli che canta Amapola in diretta dal Lake Las Vegas Resort, Stati Uniti.

## Nella cultura di massa
(Totò nel film Il giorno più corto)
Deanna Durbin cantò la canzone nel film del 1939 Il primo bacio. La canzone è stata eseguita in altri film da Alberto Rabagliati (1941) e Sara Montiel (La Bella Lola, 1962). Nel romanzo The Tin Flute di Gabrielle Roy, uscito nel 1945, il personaggio Emmanuel canticchia Amapola. Una versione orchestrale di Amapola diretta da Ennio Morricone è stata usata come leitmotiv nel gangster film del 1984 C'era una volta in America; un'altra versione, orchestrata, cantata e ballata, è inserita nel film La sorgente del fiume (2004) di Theo Angelopoulos. Nella serie tv di Rai 1 La vita promessa, il brano appare come sigla.